# Carleton (Eden)
Carleton – osada w Anglii, w Kumbrii, w dystrykcie (unitary authority) Westmorland and Furness.